# Nonviolent peaceforce
 (décembre 2022).
Nonviolent Peaceforce est une ONG internationale qui comprend une fédération de 94 organisations membres venues des quatre coins du monde et dont le but est de former une force de paix civile internationale non armée, qui peut être envoyée dans les zones de conflits, à l’appel des groupes locaux, afin de protéger les droits de l’homme, de lutter de manière non-violente, de créer un dialogue et de chercher une résolution pacifique au conflit.
Nonviolent Peaceforce a obtenu le soutien de centaines d’individus et d’organisations. Ses buts et ses projets sont approuvés par des Prix Nobel, des activistes pacifiques, des communautés religieuses et bien d’autres encore. 
En décembre 2002, le Sri Lanka a été choisi par 130 délégués de 47 pays différents comme le lieu du premier projet-pilote de Nonviolent Peaceforce. Ainsi, depuis 2003, Nonviolent Peaceforce a recruté, formé et envoyé des volontaires de la paix civils internationaux pour aider à la fondation d’une paix durable au Sri Lanka.
Afin d’atteindre ce but, plusieurs organisations du Sri Lanka ont invité Nonviolent Peaceforce à soutenir et élargir le travail effectué par les soldats de la paix locaux et nationaux. Nonviolent Peaceforce a établi des partenariats formels et développé sa stratégie d’intervention avec des groupes locaux.
En soutien au projet de Nonviolent Peaceforce, Baddegama Samitha, membre du parlement du Sri Lanka, a déclaré :
“J’accueille chaleureusement l’arrivée de Nonviolent Peaceforce car nous avons besoin d’activistes pacifiques internationaux afin d’aider à désamorcer notre situation.”
La présence de Nonviolent Peaceforce a depuis été sollicitée par d’autres organisations locales, et les préparations ont déjà commencé pour un déploiement dans des zones de conflit telles que le nord de l’Ouganda, l’ile Mindanao aux Philippines, la Colombie et le Soudan.

## Sur le terrain
Nonviolent Peaceforce est l’une des rares organisations non-gouvernementales dont le travail est exclusivement porté sur la paix et la protection au Sri Lanka. À partir de la capitale, Colombo, l’équipe internationale gère quatre sites:
- Jaffna – la ville du nord du Sri Lanka pour laquelle le gouvernement du Sri Lanka et les Tigres de libération de l'Eelam tamoul (LTTE) se sont le plus affrontés depuis le début du conflit en 1983.

- Matara – une zone tout au sud du pays, où la violence politique est fréquente.

- Mutur – une ville de l’est qui a connu le plus grand nombre de victimes civiles à la suite d'émeutes inter-ethniques depuis le cessez-le-feu de 2001.

- Valaichchenai – une autre ville du sud ou le nombre de victimes de violences inter-ethniques est aussi élevé.